# حنان الإبراهيمي
حنان الإبراهيمي (مواليد 16 مارس 1980) هي ممثلة مغربية شاركت في عدة أفلام ومسلسلات كانت أغلبها مع رشيد الوالي وحققت شهرة كبيرة.

## أعمالها

### أفلام
- نورا (فيلم 2003) 2003
- رحيل البحر 2003
- نافح العطسة 2004
- خريف الأحلام 2004
- أصدقاء من كندا 2004
- الغرفة السوداء (فيلم) 2004
- ماجدة (فيلم مغربي) 2005
- هنا ولهيه 2005
- فوق الدارالبيضاء الملائكة لا تحلق 2005
- سفة أبي 2006
- الحي الخلفي (فيلم) 2006
- الباحث (فيلم) 2007
- علاش لا 2008
- الصالحة (فيلم) 2009
- طريق العيالات 2009
- حدائق لوركا 2010
- في مهب الريح 2010
- بعيد عن العين 2010
- أولاد البلاد (فيلم) 2010
- رضات الوالدين 2017
- قلق
- ليلة ممطرة
- هي داري

## مسلسلات
- موعد مع المجهول 2005
- المستضعفون 2006
- البعد الآخر 2006 - 2009
- المجدوب 2009
- الأبرياء 2007
- راديو واك واك 2010
- ساعة في الجحيم (مسلسل) 2012
- دموع وردة 2019

## روابط خارجية
- حنان الإبراهيمي على موقع IMDb (الإنجليزية)
- حنان الإبراهيمي على موقع قاعدة بيانات الأفلام العربية
- حنان الإبراهيمي على موقع قاعدة بيانات الفيلم (الإنجليزية)
- حنان الإبراهيمي على موقع IMDB